# 美郷町 (島根県)

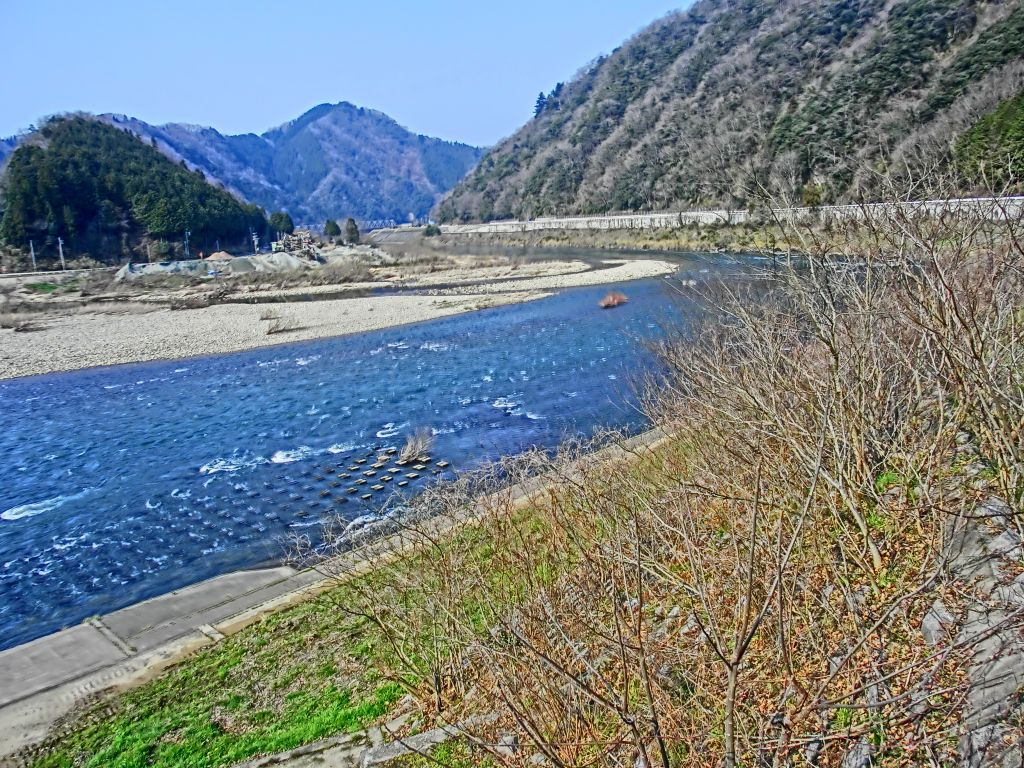
潮発電所付近の江の川

美郷町（みさとちょう）は、島根県の中央部に位置する町。邑智郡に属している。
2004年（平成16年）10月1日、郡内の邑智町と大和村が新設合併して発足した。

## 地理
江の川が町を貫通し、東部の山々は中国山地に連なる。町域の一部は豪雪地帯に指定されている。

### 隣接している自治体
- 島根県：大田市、飯南町、川本町、邑南町
- 広島県：三次市

## 歴史
美郷町の中心地である粕渕は中国山地を北流する江の川が大きく湾曲し、西流する地点にあって、江の川舟運の要地として栄えてきた。江戸時代は天領石見銀山の支配地で、幕末の慶応2年（1866年）には第二次長州征伐に出陣した備後福山藩主阿部正方が脚気を患い、逗留したこともあった。
浜原は、上流から小舟でやってきた荷物を大舟に積み替える場所で、問屋が並び栄えていた。明治時代に入ると地域の道路が整備され始め、大正時代に上流で熊見水力発電所が完成すると舟運が途絶え、商業の中心地は粕淵へ移った。
昭和時代初頭に延伸してきた三江線は、当初、江の川の湾曲部分をトンネルでショートカットする計画で、粕淵、浜原を通らない予定であったが、地元の運動により川沿いにルートを移した。なお、三江線は2018年に廃線となった（後述）。

## 行政
- 町長：嘉戸隆
- 副町長：岸本建夫
- 教育長：阿川俊治

住民基本台帳や税などの住民サービスにかかる電算事務やゴミ処理などは、邑智郡内の他の2町(川本町・邑南町)と邑智郡総合事務組合を設立し共同事務を行っている。

### 警察
川本警察署の管轄となっている。

## 地域

### 人口
| |                                        |  |
| 美郷町と全国の年齢別人口分布（2005年） | 美郷町の年齢・男女別人口分布（2005年） |  |
| ■紫色 ― 美郷町 ■緑色 ― 日本全国 | ■青色 ― 男性 ■赤色 ― 女性              |  |
| 美郷町（に相当する地域）の人口の推移 \| 1970年（昭和45年） \| 10,494人 \| \| \| 1975年（昭和50年） \| 9,262人 \| \| \| 1980年（昭和55年） \| 8,838人 \| \| \| 1985年（昭和60年） \| 8,372人 \| \| \| 1990年（平成2年） \| 7,606人 \| \| \| 1995年（平成7年） \| 7,211人 \| \| \| 2000年（平成12年） \| 6,624人 \| \| \| 2005年（平成17年） \| 5,911人 \| \| \| 2010年（平成22年） \| 5,351人 \| \| \| 2015年（平成27年） \| 4,900人 \| \| \| 2020年（令和2年） \| 4,355人 \| \| |                                        |  |
| 総務省統計局 国勢調査より |                                        |  |
| 1970年（昭和45年） | 10,494人                               |  |
| 1975年（昭和50年） | 9,262人                                |  |
| 1980年（昭和55年） | 8,838人                                |  |
| 1985年（昭和60年） | 8,372人                                |  |
| 1990年（平成2年） | 7,606人                                |  |
| 1995年（平成7年） | 7,211人                                |  |
| 2000年（平成12年） | 6,624人                                |  |
| 2005年（平成17年） | 5,911人                                |  |
| 2010年（平成22年） | 5,351人                                |  |
| 2015年（平成27年） | 4,900人                                |  |
| 2020年（令和2年） | 4,355人                                |  |

- 世帯数 : 2,490世帯（2008年10月1日）

### 教育
2009年（平成21年）3月31日に島根県立邑智高等学校が閉校して以降、町内に存在する教育機関は小学校および中学校のみである。

#### 小学校
- 美郷町立邑智小学校
- 美郷町立大和小学校

#### 中学校
- 美郷町立邑智中学校
- 美郷町立大和中学校

## 経済・産業
豊かな自然や伝統文化を生かした観光客誘致に力を入れている（後述）。

### 猪肉と「美郷バレー」構想
中国山地にも棲むイノシシを猟銃やワナで仕留めて猪肉（山くじら）を食べる文化があったほか、過疎化による人口減少と耕作放棄地の増加に伴い農作物に対するイノシシの食害が1990年代から深刻さを増したため、囲いワナの設置とイノシシの捕殺実績に補助金を出すようになった。2004年に「おおち山くじら生産者組合」を結成して、捕らえたイノシシを生きたまま処理施設に運べる箱ワナに切り替えるなどして質の高い猪肉を生産し、ブランド化を進めた。
組合員が高齢化したため「おおち山くじら」は2017年に株式会社へ事業承継し、さらに他種を含めた鳥獣害対策版のシリコンバレーをめざす「美郷バレー」構想を2018年に始め、ジビエとしての活用だけでなく農地への接近阻止などを含めた総合的な対策に取り組んでいる。

## 交通

### 鉄道路線
町内を鉄道路線は通っていない。最寄り駅は、JR西日本山陰本線大田市駅となる。

#### かつて存在した鉄道路線・駅
JR西日本
- 三江線（2018年4月1日付で廃止）：竹駅 - 乙原駅 - 石見簗瀬駅 - 明塚駅 - 粕淵駅 - 浜原駅 - 沢谷駅 - 潮駅 - 石見松原駅 - 石見都賀駅

中心となる駅は粕淵駅であった。

### バス路線
- 石見交通
- 備北交通
- 美郷町スクールバス
- 大和観光
- 飯南町生活路線バス

### 道路
一般国道
- 国道184号（酒谷地区の一部を走る）
- 国道375号（道の駅グリーンロード大和が所在）

県道
- 島根県道40号川本波多線
- 島根県道55号邑南飯南線
- 島根県道166号美郷飯南線
- 島根県道186号美郷大森線
- 島根県道291号別府川本線
- 島根県道294号邑南美郷線
- 島根県道296号川本美郷線

## 郵便
郵便番号は以下の通りとなっている。
- 粕淵郵便局:699-46xx、699-47xx、696-11xx、696-07xx

## 名所・旧跡・観光スポット・祭事・催事
- 石見銀山街道
- 蟠龍峡
- 浜原ダム
- 田ノ原展望台公園
- 銅ヶ丸鉱山
- 江の川遊覧船
- 鮎の観光火振り漁
- カヌーの里おおち
- ゴールデンユートピアおおち

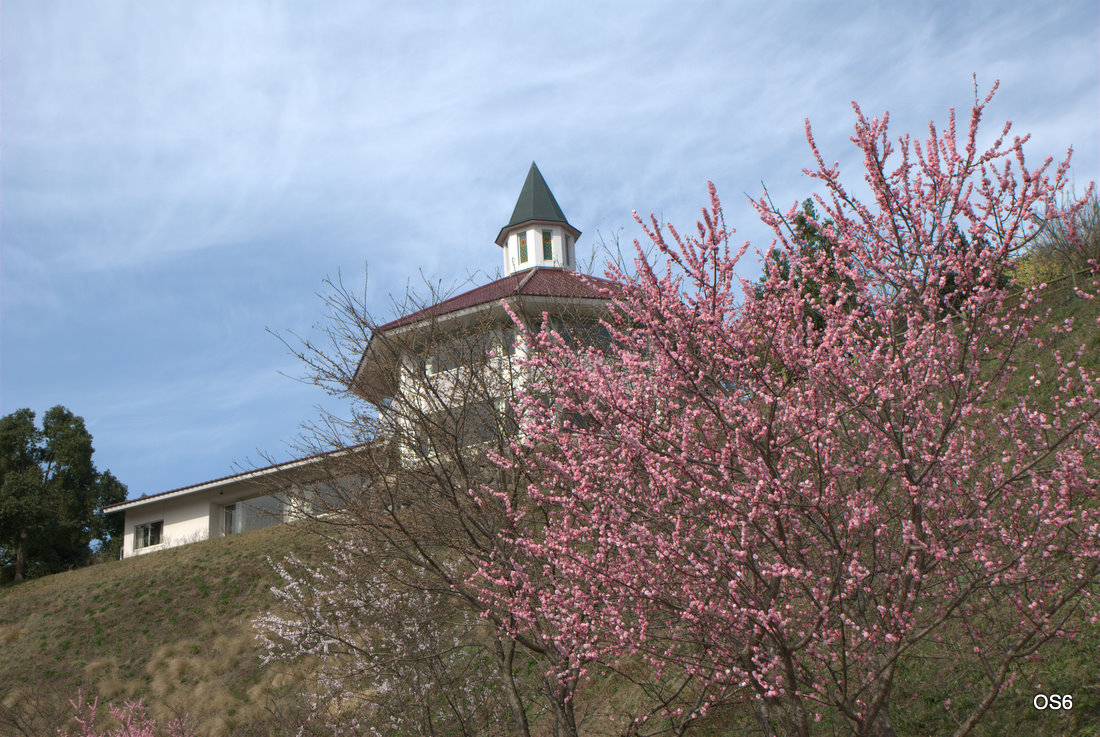
ゴールデンユートピアおおち

- 齋藤茂吉鴨山記念館（「柿本人麻呂#終焉の地」参照）
- ふるさとおおち伝承館
- 浄土寺
- 石見神楽（都神楽団、千原神楽団）

### 温泉
- 湯抱温泉
- 潮温泉
- 千原温泉
- 粕淵温泉（ゴールデンユートピアおおち内）

## 出身人物
- 石田忠（社会学者）
- 日和聡子（詩人・小説家）